# Länna gård, Uppsala kommun

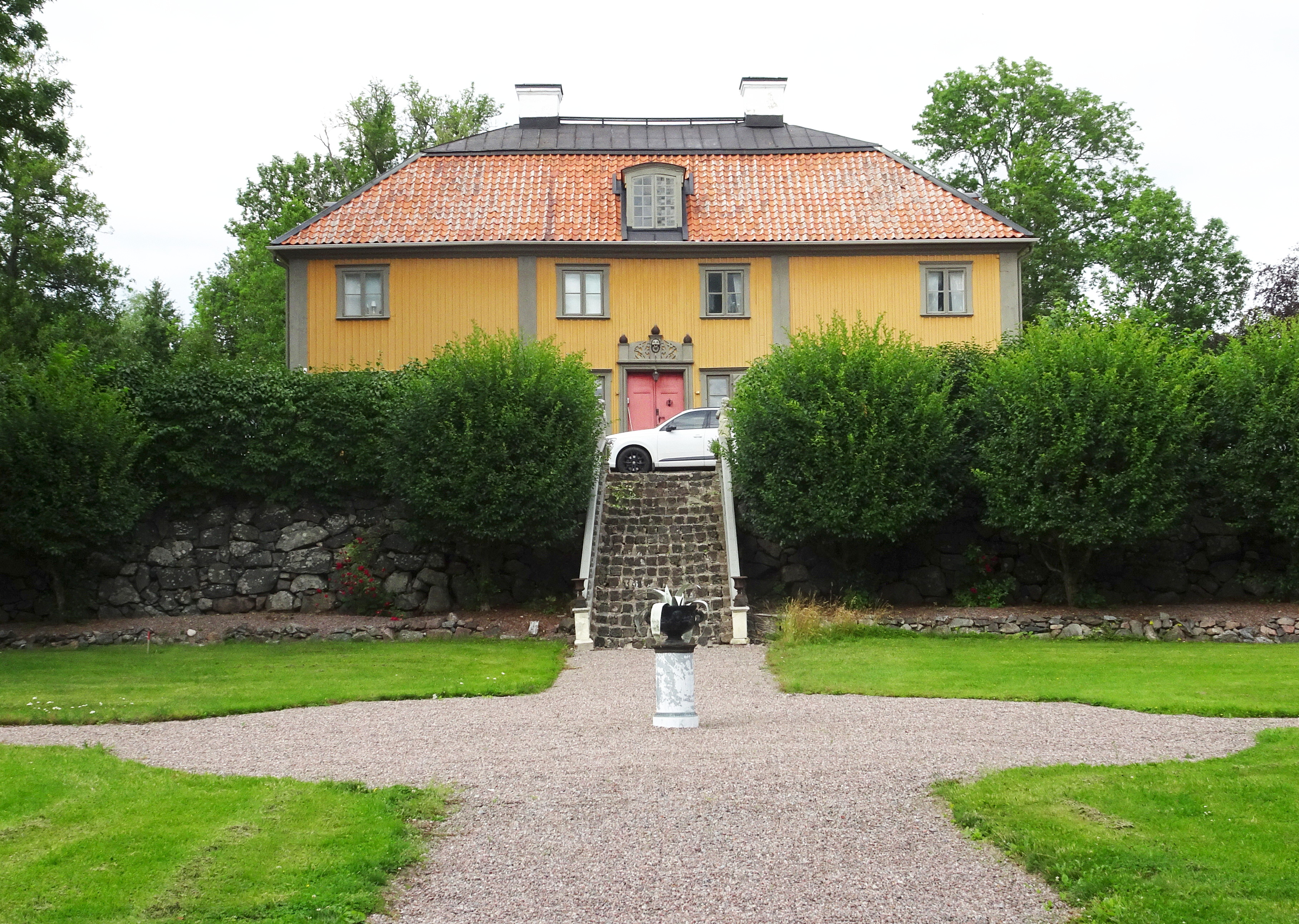
Länna gård, huvudbyggnad, juli 2019.

Länna är ett före detta säteri och en herrgård i Almunge socken i Närdinghundra härad. Gården är ursprunget till den nuvarande tätorten Länna i Uppsala kommun.

## Historik

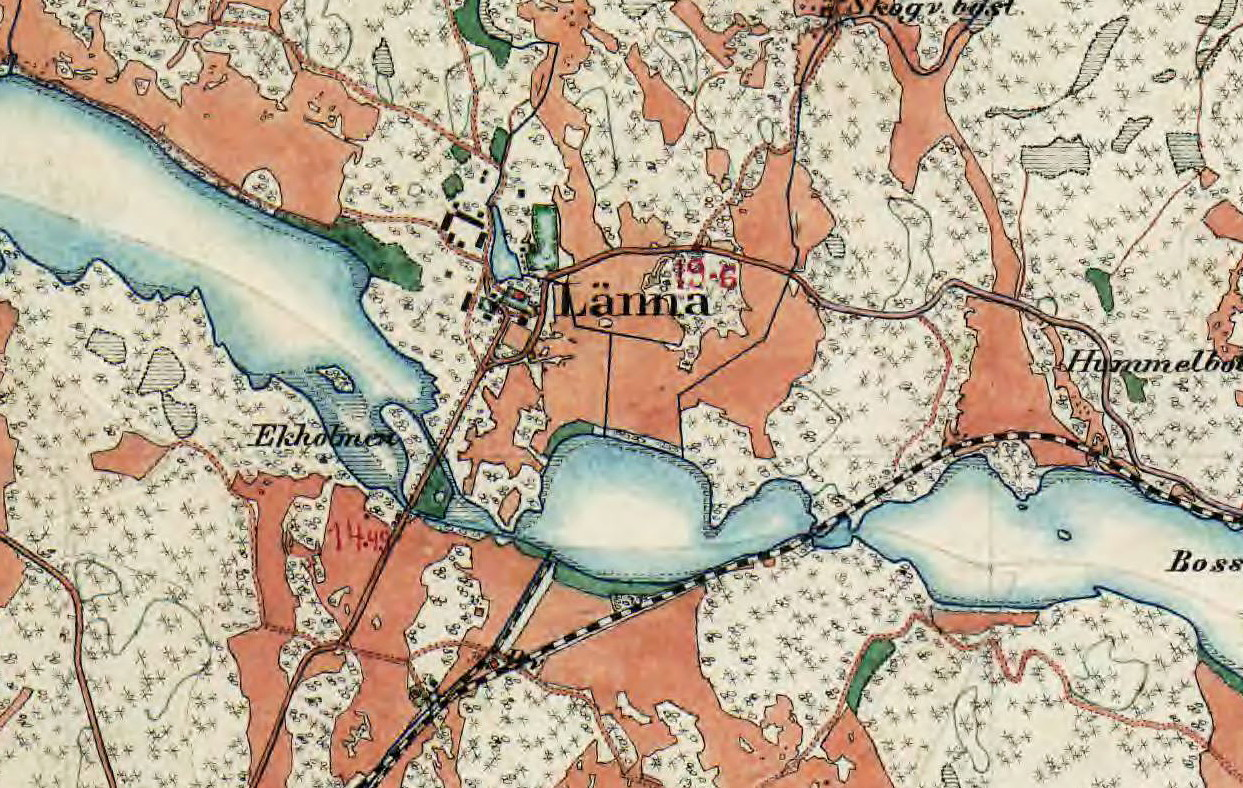
Länna gård på Häradsekonomiska kartan, 1860-tal

År 1364 omnämns ägaren till Länna gård Nils Petersson (Lännaätten) som bodde i Länna åtminstone 1364–1392. Hans dotter Holmfrid är nämnd i Länna 1409–1411. Via Holmfrids dotterdotter, Märta Lydekadotter (Stralendorp) ärvdes gården av en Ingeborg Petersdotter. Hennes man Lasse (Laurens) Karlsson (Björnlår) skrev sig till Länna 1487 och gården ärvdes därefter av hans son Bengt Laurensson som avrättades 1517, varefter Länna konfiskerades av kronan.
Under 1517–1562 beboddes den mestadels av vasafogdar som lagman Axel Andersson 1531–1538 och 1660 hamnade gården genom arv i händerna på Upplands landshövding Claes Rålamb, senare Sveriges riksråd. I början av 1700-talet övergick egendomen till släkten Bure, bland dem kapten Axel Bure som stupade under Slaget vid Helsingborg 1710. Godset kom 1728 genom gifte till friherre Mörner, 1748 genom köp till släkten Billing och därefter till greve Erik Brahe, vars ätt från och med senare delen av 1700-talet ägde det.
År 1758 köptes gården av ägarna till Vattholma Bruk AB, som kom att anlägga en masugn i Länna. Bruket blev starten på orten Länna.

## Gården idag
Corps de logi uppfördes under 1600-talets andra hälft och fick sitt nuvarande utseende med valmat tak vid en ombyggnad på 1760-talet. Bland ekonomibyggnaderna märka bland annat en stenladugård från 1853. Den bildar en tresidigt kringbyggd gård belägen ett stycke ifrån huvudbyggnaden. Till fastigheten hör även en gammal kollada. De båda flygelbyggnaderna som flankerar huvudbyggnaden är inredda som bostäder. Utöver jordbruk bedrivs i huvudbyggnaden festvåning för bröllop, högtidsdagar, möten och liknande.

## Bilder

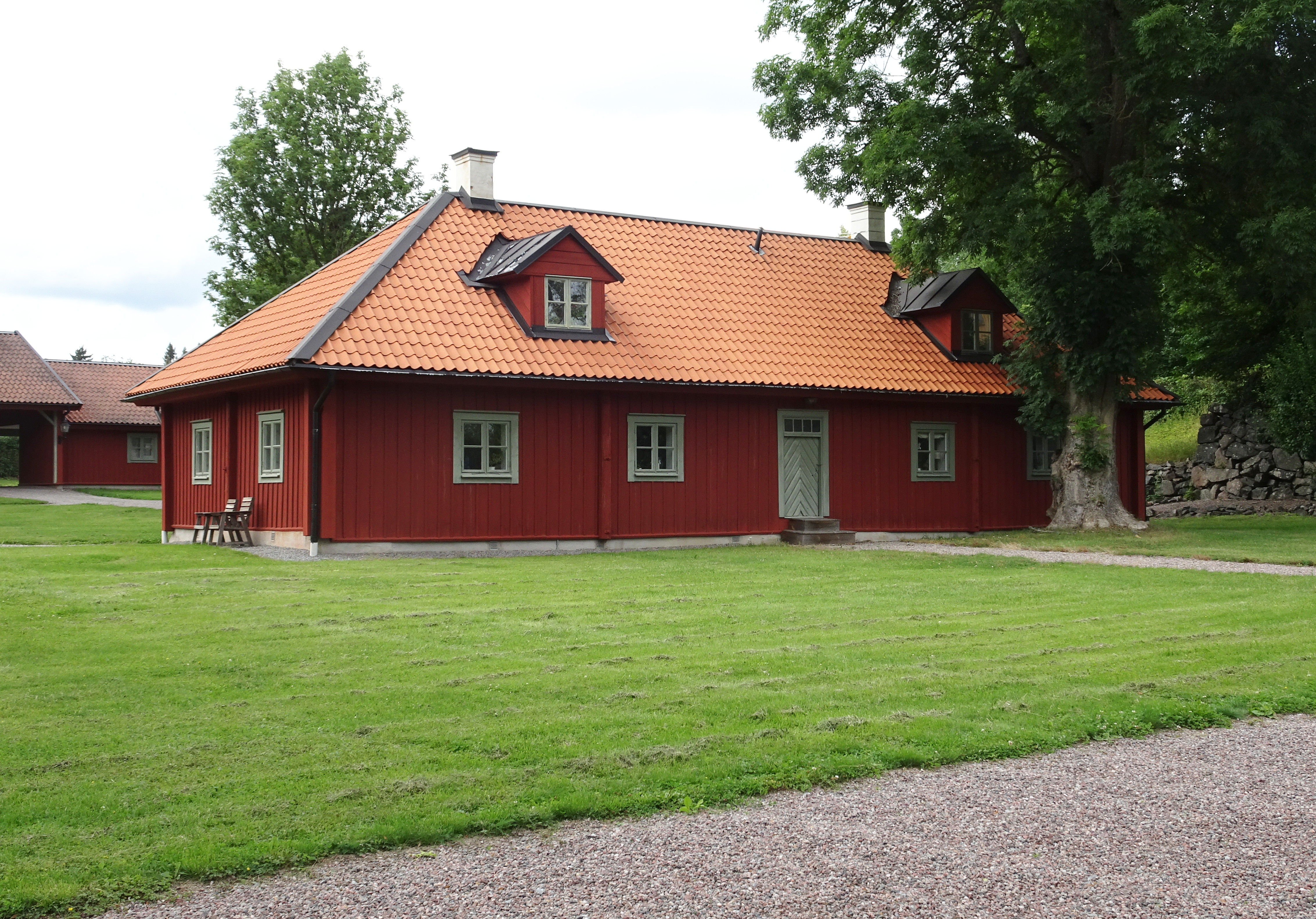
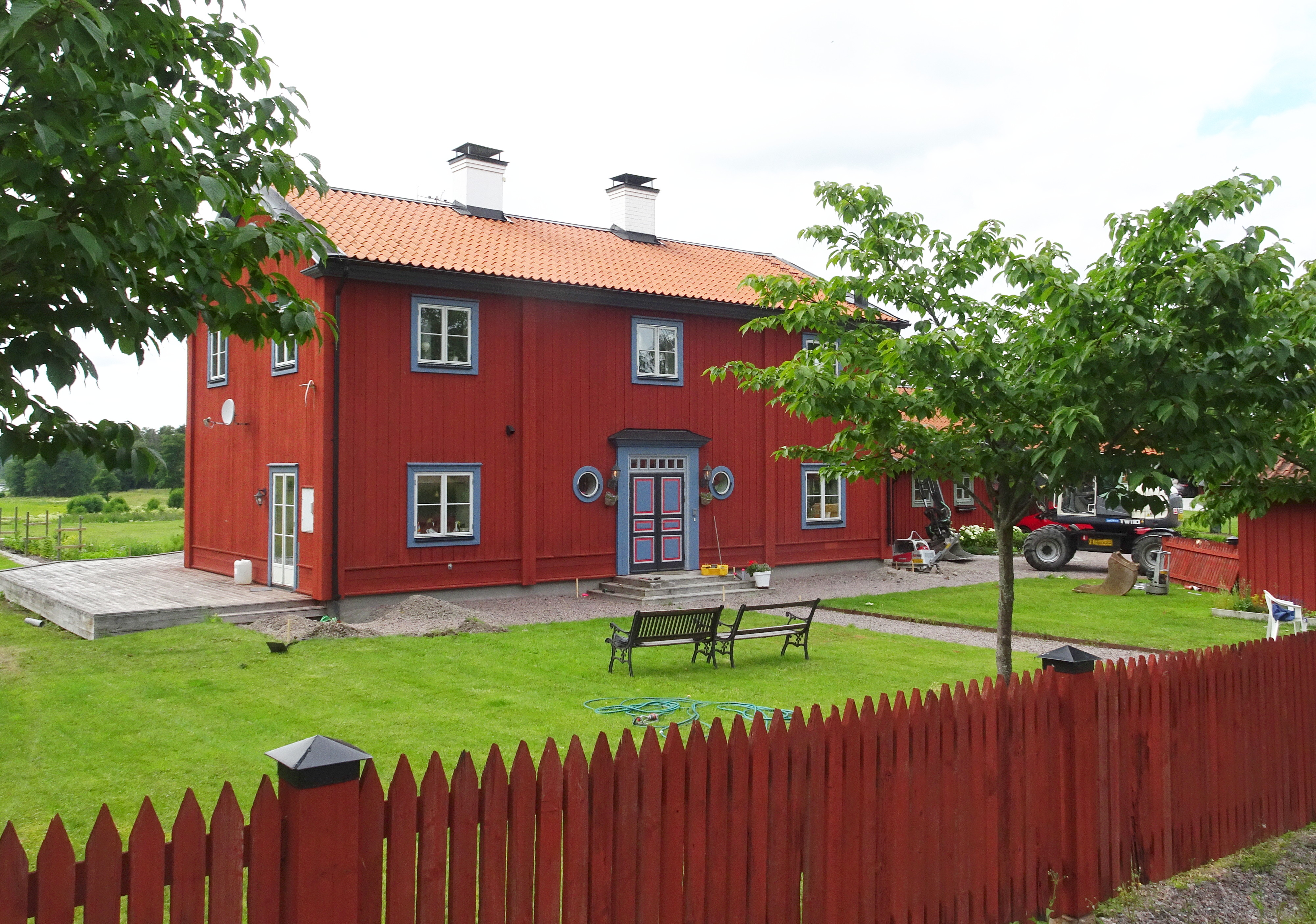
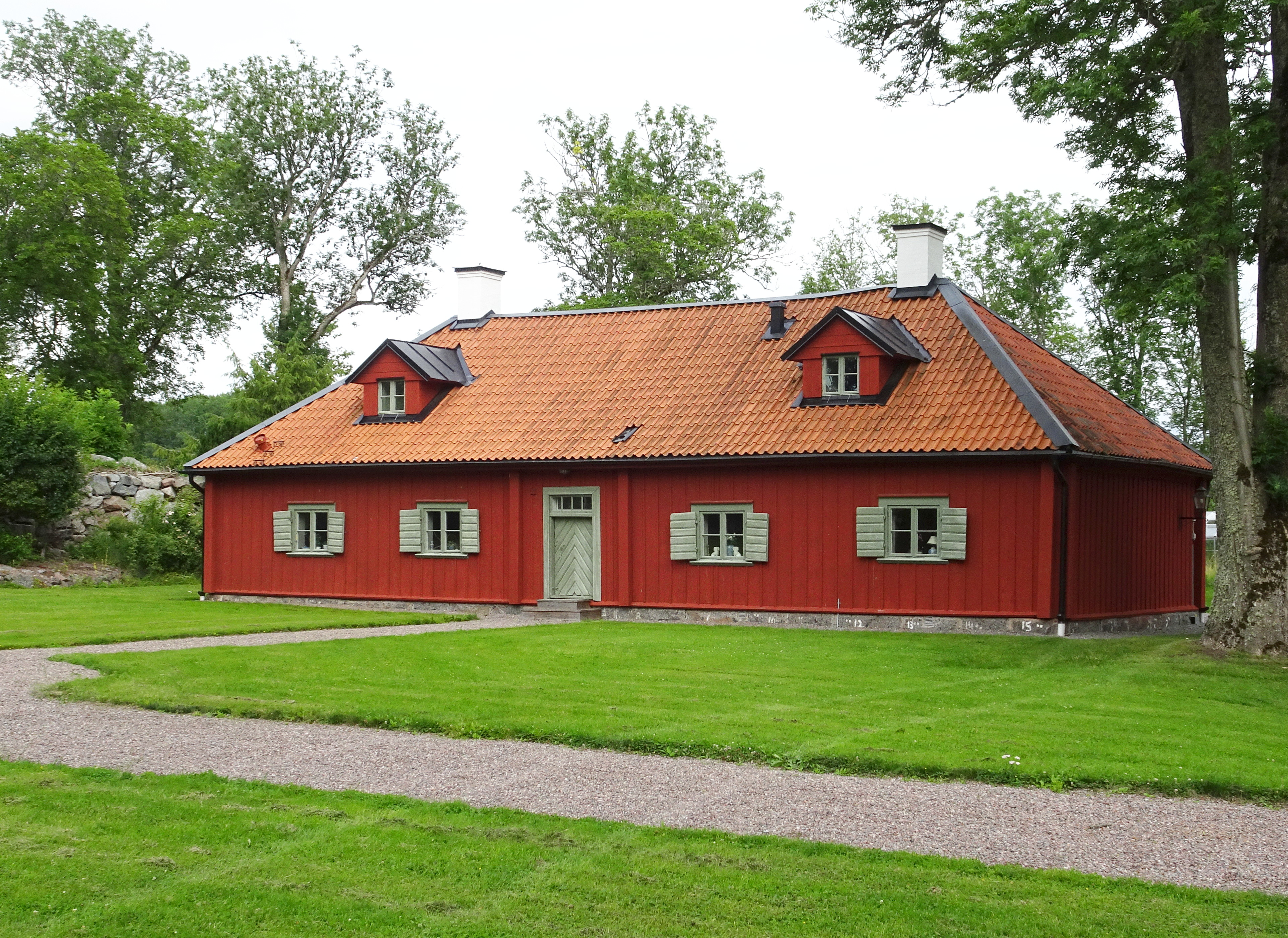
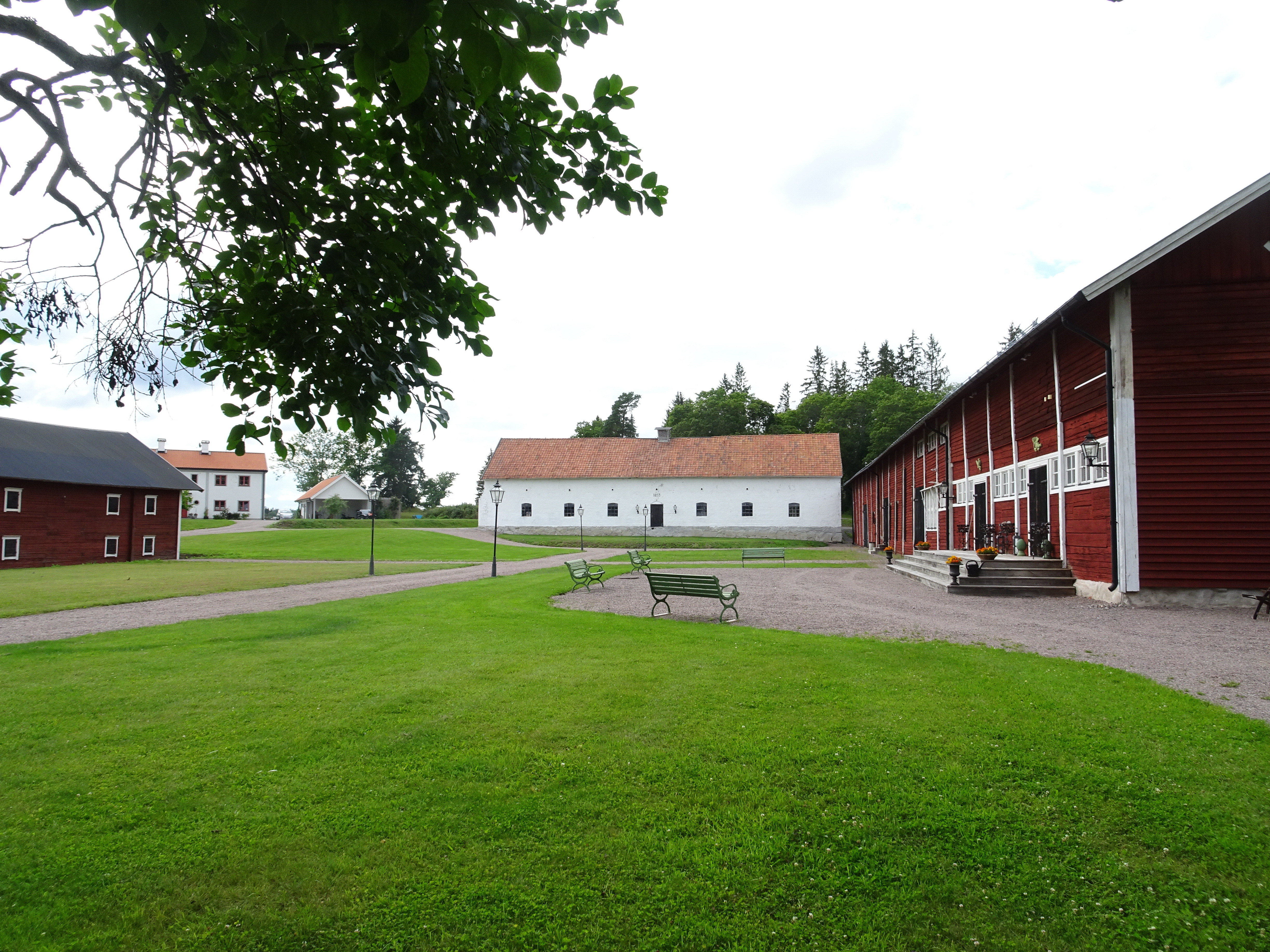